# Драгуни прекосяват Сона с плуване
„Драгуни прекосяват Сона с плуване“ (на френски: Dragons traversant la Saône à la nage) е френски късометражен документален ням филм, заснет през 1896 година от режисьорите Луи и Огюст Люмиер.

## Сюжет
Стационарната камера, разположена срещу малък военен лагер, гледа през бургундската река Сона. На преден план, четирима конници, всеки от които яхнал коня си, влизат във водата и направлявайки конете с юзди, започват да плуват по посока на лагера. Мъжете са голи от кръста нагоре. Когато достигат до средата на реката, други седем млади, полуголи мъже, влизат с конете си във водата и започват прекосяването. Някои от тях взимат преднина, но в крайна сметка плуват заедно. Прекосили реката, мъжете застават пред голяма палатка, наблюдават и разговарят помежду си. Трима офицери, стоящи на импровизиран кей, разговарят и пренебрегват прекосяването на реката от по-младите мъже.

## Интересни факти
През 1897 година един американски вестник съобщава за интересен факт. Филмът „Драгуни прекосяват Сона с плуване“ е бил използван за демонстрации на обратно движение. Точно след края на прожекцииите, лентата се завъртала отново, само че отзад напред и мъжете, които току-що са излезли от водата, отново влизат в нея и прекосяват реката на заден ход.